# バウテル・フェレイラ・ルス
バウテル・フェレイラ・ルス（Valter Ferreira Luz、1966年2月8日 - ）は、ブラジル出身の元サッカー選手、サッカー指導者。現役時代のポジションはミッドフィールダー（攻撃的MF）。日本での登録名はバウテル。

## 来歴
サンパウロ州を本拠地とするコリンチャンスの育成組織で育ち、トップチーム昇格後はカンピオナート・パウリスタに1試合出場したほか、コパ・パウリスタに出場した。
1989年春に日本の青梅市サッカー協会からの依頼を受けて訪日。その後、日本サッカーリーグ (JSL) 1部の読売クラブ（現東京ヴェルディ）に加入。ラモス瑠偉の帰化申請が遅れていたため開幕からの選手登録はならなかったが、同年11月22日にラモスの帰化認可と同時に追加登録された。12月2日に行われたJSL第11節、ヤンマーディーゼル（現：セレッソ大阪）戦でリーグデビューを果たし、前半33分に得点を決め勝利に貢献。その後も突破力と左足から繰り出す精度の高いパスやシュートを持ち味にラモスとともに中盤を牽引すると、1989-90シーズンにはリーグ戦12試合に出場し6得点7アシストを記録。シーズン終了後には年間優秀11人賞に選ばれたが、1990-91シーズンには守備的MFのペリクレスが重用されたこともありリーグ戦12試合の出場にとどまった。
1991-92シーズンにJSL2部のヤンマーディーゼルへ移籍し背番号10を背負った。1994年にはジャパンフットボールリーグの京都パープルサンガへ移籍した。
東アジアで8年間を過ごした後、ブラジルに戻りウニオン・サンジョアン、インテル・デ・リメイラ、モジミリン、マリーリアでプレーし、37歳で現役を引退した。
引退後はサッカー指導者になるためマッケンジー・プレスビテリアン大学で学び、卒業後はパルメイラスのユースチームでコーチを務めたのを皮切りに、マリーリア、エストレラ、ノロエスチ、ヴィラヴェリェンセ、カステロ、アシセンセなどを指導した。
その後はブラジルで理学療法士を務めている。

## 個人成績
日本国内成績
| 国内大会個人成績 | 国内大会個人成績 | 国内大会個人成績 | 国内大会個人成績 | 国内大会個人成績 | 国内大会個人成績 | 国内大会個人成績 | 国内大会個人成績 | 国内大会個人成績 | 国内大会個人成績 | 国内大会個人成績 | 国内大会個人成績 |
| 年度             | クラブ           | 背番号           | リーグ           | リーグ戦         | リーグ戦         | リーグ杯         | リーグ杯         | オープン杯       | オープン杯       | 期間通算         | 期間通算         |
| 年度             | クラブ           | 背番号           | リーグ           | 出場             | 得点             | 出場             | 得点             | 出場             | 得点             | 出場             | 得点             |
| 日本             | 日本             | 日本             | 日本             | リーグ戦         | リーグ戦         | JSL杯            | JSL杯            | 天皇杯           | 天皇杯           | 期間通算         | 期間通算         |
| ---------------- | ---------------- | ---------------- | ---------------- | ---------------- | ---------------- | ---------------- | ---------------- | ---------------- | ---------------- | ---------------- | ---------------- |
| 1989-90          | 読売             | 14               | JSL1部           | 12               | 6                | -                | -                | 0                | 0                | 12               | 6                |
| 1990-91          | 読売             | 9                | JSL1部           | 12               | 1                | 0                | 0                | 0                | 0                | 12               | 1                |
| 1991-92          | ヤンマー         | 10               | JSL2部           | 28               | 7                | 1                | 1                | 1                | 1                | 30               | 9                |
| 1992             | ヤンマー         |                  | 旧JFL1部         |                  |                  | -                | -                | 1註1             | 0                |                  |                  |
| 1993             | ヤンマー         |                  | 旧JFL1部         |                  |                  | -                | -                |                  |                  |                  |                  |
| 1994             | 京都             | -                | 旧JFL            |                  |                  | -                | -                |                  |                  |                  |                  |
| 通算             | 日本             | 日本             | JSL1部           | 24               | 7                | 0                | 0                | 0                | 0                | 24               | 7                |
| 通算             | 日本             | 日本             | JSL2部           | 28               | 7                | 1                | 1                | 1                | 1                | 30               | 9                |
| 通算             | 日本             | 日本             | 旧JFL            |                  |                  | -                | -                |                  |                  |                  |                  |
| 総通算           |                  |                  |                  |                  |                  |                  |                  |                  |                  |                  |                  |

註1 1回戦のNKK戦のメンバーについては不明。
その他の公式戦
- 1990年
  - コニカカップ 8試合0得点